# Der
Der (sum. uruBAD3.ANki; akad. Dēru) – w II i I tys. p.n.e. ważne miasto we wschodniej Babilonii, w dorzeczu rzeki Dijali, na pograniczu babilońsko-elamickim, położone ok. 100 km na wschód od Esznunny. Identyfikowane obecnie ze stanowiskiem archeologicznym Tell Aqar w prowincji Wasit w Iraku, w pobliżu granicy z Iranem. 
Der zasiedlone było od okresu wczesnodynastycznego (III tys. p.n.e.) aż do okresu nowoasyryjskiego (1 połowa I tys. p.n.e.). Swój rozwój zawdzięczało ono strategicznego położeniu na szlaku handlowym łączącym Mezopotamię z Elamem. 
Za rządów babilońskiego króla Adad-apla-iddiny (1069-1048 p.n.e.) Der znalazło się wśród miast, które ucierpiały w wyniku najazdów Aramejczyków i Sutejów. Wiadomo też, iż zdobyte ono zostało przez asyryjskiego króla Adad-nirari II (911-891 p.n.e.) w trakcie jednej z jego wypraw wojennych przeciw Babilonii. Następnie w 813 roku p.n.e. zdobył je inny asyryjski władca, Szamszi-Adad V (823-811 p.n.e.), biorąc przy okazji do niewoli przebywającego wówczas w tym mieście babilońskiego króla Marduk-balassu-iqbi. W 720 roku p.n.e. rozegrała się bitwa pod Der pomiędzy wojskami asyryjskiego króla Sargona II (722-705 p.n.e.) a armią elamickiego króla Humban-nikasza I.
Bóstwem opiekuńczym Der był bóg Isztaran, a jego małżonka znana była jako „Królowa Der” (akad. Šarrat-Dēri). Głównym miejscem kultu Isztarana w Der była świątynia E-dimgalkalama (sum. é.dim.gal.kalam.ma, tłum. „Dom - wielka więź kraju”).